# José de la Riva-Agüero y Osma
Pour les articles homonymes, voir Aguero et Osma (homonymie).
José de la Riva Agüero y Osma, marquis de Montealegre de Aulestia, est un philosophe, homme politique et historien péruvien, né le 26 février 1885 et mort le 25 octobre 1944, à Lima.
Théoricien et leader réactionnaire péruvien, essayiste catholique, il fut l'un des principaux bienfaiteurs de l'université catholique pontificale du Pérou. Il est connu pour avoir introduit la première étude historiographique du Pérou, en 1910, par sa thèse intitulée L'Histoire au Pérou. Il fit de même avec ses études littéraires en 1905, avec Le caractère de la littérature du Pérou indépendant.

## Biographie
Petit-neveu du premier président du Pérou, Montealegre s'est affirmé comme le philosophe péruvien représentant de la réaction nationaliste du XXe siècle. Il étudia la littérature au Collège La Recoleta de Lima, poursuivit ses études supérieures à l'université nationale principale de San Marcos, où il fut professeur de la faculté de lettres. En tant que penseur réactionnaire, il se considéra disciple de Joseph de Maistre. Ses principaux textes philosophiques se répartissent en deux douzaines de tomes (Obras Completas) publiés par l'Institut Riva Agüero, à la charge de l'université catholique pontificale du Pérou, mais notoirement incomplets, les textes sur le fascisme et le protestantisme ayant été ommis. Parmi ses œuvres se trouvent des traités de droit, d'histoire littéraire, d'histoire du Pérou, de philosophie juridique et de réflexion religieuse.
Le Marquis de Montealegre de Aulestia (également marquis de Casa Dávila et seigneur de Valero) fut influencé par la sociologie française du XIXe siècle, le libéralisme anglais et l'École Historique Allemande, autant en droit qu'en historiographie. Après une jeunesse aux idéaux francisés et modernistes, sous la forte influence de Marcelino Menéndez y Pelayo, le marquis évolua vers un ultramontanisme radical et manifesta ostensiblement sa sympathie pour le régime mussolinien. Dans ses réflexions sur le Pérou, il se montra favorable à la monarchie lors de l'indépendance de l'Empire espagnol (1821-1824) et au nationalisme territorial péruvien, sur la base des limites du pays lors de la Monarchie des Bourbons.
Le Marquis rencontra vraisemblablement Charles Maurras à Paris vers 1913, admirant sa doctrine politique monarchiste. Après un séjour prolongé à Rome, Montealegre adopta une posture politique radicalement antimoderne et se rapprocha de la pensée de Mussolini. Il est très possible qu'il fut influencé par les œuvres de Bartolomé Herrera, célèbre réactionnaire péruvien dont les œuvres ont été publiées par le gouvernement péruvien à la fin de la décennie 1920.
Dans ses dernières années, il exerça diverses fonctions publiques. Il fut Maire de Lima (1931-1932), Président du Conseil des Ministres et Ministre de l'Instruction et des Cultes de 1933 à 1934 ; il démissionna lorsque fut votée la loi sur le divorce par consentement mutuel, contraire à ses principes moraux et religieux. Il fut doyen du Collège des Avocats de Lima (1936) et Directeur de l'Académie Péruvienne de la Langue (1934-1944). Il présida l'Action patriotique, mouvement politique de tendance fasciste créé pour appuyer la candidature présidentielle de Manuel Vicente Villarán. José de la Riva-Agüero mourut en 1944 et légua sa fortune à la Pontificia Universidad Católica del Perú, avec l'idée de favoriser l'Église catholique. Il disposait de la plus grande fortune privée de son époque : elle comprenait 19 immeubles, de l'argent en liquidités, des terres agricoles, du mobilier et le Fundo Pando, hacienda de 350 hectares, sur laquelle fut construit le siège actuel de l'institution récipiendaire, la Pontificia Universidad Católica del Perú et l'Institut Riva Aguero.
Montealegre, disciple du philosophe conservateur Alejandro Deustua, fut un illustre membre de ce que l'on appelle la « Génération de 900 », avec Víctor Andrés Belaunde et Francisco García Calderón Rey. Ses disciples les plus importants furent les historiens Guillermo Lohmann Villena, José Agustín de la Puente, et l'avocat Pedro Benvenutto Murrieta, entre autres. Il n'a pas eu de véritable continuateur de son œuvre philosophique, férocement combattue par ses adversaires idéologiques.

## Sources
- (fr) Maurras et Montealegre. Un marquis péruvien face aux Empires (1913-1914) par Víctor Samuel Rivera
- (es) « José de la Riva-Agüero, penseur antimoderne »(Archive.org • Wikiwix • Archive.is • Google • Que faire ?) par Francisco Bobadilla
- (es) José de la Riva-Agüero et Javier Prado par Víctor Samuel Rivera
- (es) Rivera, Víctor Samuel (2017). Tradicionistas y maurrasianos. José de la Riva-Agüero (1904-1919). Lima: Fondo Editorial del Congreso de la República del Perú. Colección Bicentenario.  (ISBN 9786124329210).
- (es) Biographie du philosophe

## Œuvres
- Carácter de la literatura del Perú independiente (1905)
- La Historia en el Perú (1910)
- Concepto del Derecho (1911)
- Elogio del Inca Garcilaso (1916)
- La Historia en el Perú (Lima, 1910; Madrid 1952).
- Concepto del Derecho (1911).
- Elogio del Inca Garcilaso de la Vega (1916).
- El Perú histórico y artístico (Santander, 1921).
- La correspondencia de la Audiencia de Lima (1549-1564) (1922), en torno a la compilación editada por Roberto Levillier.
- Añoranzas (1932), sugeridas por el libro primigenio de Pedro Benvenutto Murrieta.
- Discurso del Colegio Recoleta (1932).
- Discursos académicos (1935).
- El primer alcalde de Lima, Nicolás de Ribera El Viejo, y su posteridad (1935).
- Civilización peruana; época prehispánica (1937).
- Lope de Vega (Lima, 1937; Milán, 1937).
- Por la verdad, la tradición y la patria (2 volúmenes, 1937-1938), compilación de "opúsculos".
- Estudios sobre literatura francesa (1944).